# Kim Grant
Kim Grant (sinh ngày 25 tháng 9 năm 1972) là một cầu thủ bóng đá người Ghana.

## Đội tuyển bóng đá quốc gia Ghana
Kim Grant thi đấu cho đội tuyển bóng đá quốc gia Ghana từ năm 1996-1997.

## Thống kê sự nghiệp
| Đội tuyển bóng đá Ghana | Đội tuyển bóng đá Ghana | Đội tuyển bóng đá Ghana |
| Năm                     | Trận                    | Bàn                     |
| ----------------------- | ----------------------- | ----------------------- |
| 1996                    | 3                       | 1                       |
| 1997                    | 4                       | 0                       |
| Tổng cộng               | 7                       | 1                       |